# Isabell Stern
Isabell Stern (* 1979 in München) ist eine deutsche Schauspielerin.

## Leben

### Karriere
Isabell Stern absolvierte ihre Schauspielausbildung von 2001 bis 2004 an der Neuen Münchner Schauspielschule. Seit 2009 wirkt Stern als Schauspielerin in zahlreichen Film-und-Fernsehproduktionen mit, wie in Um Himmels Willen, Der Bergdoktor, Die Rosenheim-Cops oder in SOKO München. Seit November 2023 (Folge 4138) spielt sie in der ARD-Telenovela Sturm der Liebe als Katja Saalfeld eine der Hauptrollen.
Für die September-Ausgabe 2025 nahm Stern im Alter von 46 Jahren den Auftrag an, der Coverstar der deutschen Ausgabe des Playboys zu sein.

### Privates
Isabell Stern lebt in München, wo sie auch aufwuchs. Sie ist liiert mit dem Schauspieler Jonathan Beck, den sie 2011 kennen lernte und mit dem sie einen Sohn (* 2017) hat. Aus einer früheren Beziehung hat sie eine Tochter (* 2005). Neben ihrer Muttersprache Deutsch spricht sie auch fließend Englisch und Französisch.

## Filmografie
- 2009: Um Himmels Willen (Fernsehserie, 2 Folgen)
- 2011: Die Rosenheim-Cops (Fernsehserie, 1 Folge)
- 2012: Liebe, Babys und gestohlenes Glück (Fernsehfilmreihe)
- 2012: Der Komödienstadel (Fernsehserie, 1 Folge)
- 2012: Die Garmisch Cops (Fernsehserie, 1 Folge)
- 2013: München 7 (Fernsehserie, 1 Folge)
- 2014: Monaco 110 (Fernsehserie, 1 Folge)
- 2017: SOKO München (Fernsehserie, 1 Folge)
- 2017: Urban Divas (Fernsehserie)
- 2018: München Grill (Fernsehserie, 3 Folgen)
- 2018: Servus Baby (Fernsehserie, 1 Folge)
- 2019: Mein Ende. Dein Anfang.
- 2018–2019 Der Bergdoktor (Fernsehserie, 2 Folgen)
- 2020: Zimmer mit Stall – Die Waschbären sind los (Fernsehserie)
- 2021: Hubert ohne Staller (Fernsehserie, 1 Folge)
- 2021: Zimmer mit Stall – Schwiegermutter im Anflug (Fernsehserie)
- 2023: Dahoam is Dahoam (Fernsehserie, 1 Folge)
- Seit 2023: Sturm der Liebe (Fernsehserie)
- 2023: Zimmer mit Stall – Kuhhandel (Fernsehserie)
- 2024: Marie fängt Feuer – Neuanfänge (Fernsehreihe)